# Леополд I (Свещена Римска империя)
Вижте пояснителната страница за други личности с името Леополд I.
Леополд I, с пълно име Леополд Игнатиус Йозеф Балтаазар Феличиан (на немски: Leopold I, Leopold Ignatius Joseph Balthasar Felician), VI. от фамилията Хабсбург, e от 1658 до 1705 г. император на Свещената Римска империя, също крал на Унгария (от 1655), Бохемия (от 1656), Хърватия и Славония (от 1657).

## Произход
Той е вторият син на император Фердинанд III и Мария-Анна Испанска.

## Управление

### Борба с турците
На 26 януари 1683 г. Леополд I подписва договор за отбранителен съюз срещу турците с Бавария. През юли същата година Виена е обградена, но турците са победени с помощта на войски, под командването на полския крал Ян Собески, и включващи баварски войски, начело с баварския курфюрст Максимилиан II Емануел. Впоследствие Леополд I води контраофанзивата срещу турците, която води до отвоюването на цяла Унгария и Белград.
На 6 април 1690 г. император Леополд I издава манифест, с който подтиква „всичките народи които живеят в Албания, Сърбия, Мизия, България, Силистрия, Илирия, Македония и Расция, да се присъединят към австрийците срещу турците, и да се вдигнат на оръжие.

### Прусия става кралство
Още от 1693 година курфюрстът на Бранденбург Фридрих започва преговори с императора по въпроса за своето короноване с пруската корона.
При Леополд с огромен авторитет се ползва набожният католик Вагнер, след това йезуитът Волф: те убеждават императора да не се съгласява с молбата на курфюрста на Бранденбург. Нещата за Леополд се променят през 1700 година и пред вида на надигащата се Война за испанското наследство (1701 – 1713), той започва да търси съюзници сред имперските князе. Тогава най-щедра помощ му предлага Фридрих, изисквайки срещу това да получи пруската корона. През декември 1700 година последва императорското съгласие, а още през ноември същата година Фридрих встъпва в съюз с Австрия.
Формално в Германия има крал – този титул от IX век принадлежи на императора на Свещената Римска империя, който се нарича „римски“, а след Максимилиан I „германски крал“. Затова титулът на Фридрих звучи като „Крал в Прусия“, подчертавайки с това, че се намира в Бранденбург, входящ в състава на Империята, затова той е васал на императора. На 18 януари 1701 г. Фридрих е коронясан в Кьонигсберг.

## Леополд и изкуството
Леополд е талантлив композитор, диригент на своя камерен оркестър, свири на няколко инструмента. Пише повече от 230 композиции. Говори немски, латински, френски, испански и италиански. Интересува се от литература, наука и история. Ръководи основата от него „Академия Леоплодина“ през 1652 г. като Academia Naturae Curiosorum в Швайнфурт. През 1687 г. строи новия дворец Шьонбрун във Виена.

## Семейство
Първи брак: през 1666 г. със своята племенница инфанта Маргарита-Тереза Испанска (1651 – 1673), дъщеря на сестра му Мариана Австрийска и испанския крал Филип IV Испански. Те имат четири деца:
- Фердинанд Венцел (1667 – 1668), ерцхерцог на Австрия.
- Мария Антония Австрийска (1669 – 1692), ерцхерцогиня на Австрия, омъжена 1685 г. за Максимилиан II Емануел, курфюрст на Бавария
- Йохан Леополд (*/† 1670), ерцхерцог на Австрия.
- Мария Анна Антония (*/† 1672), ерцхерцогиня на Австрия.

Втори брак: през 1673 г. в Грац с втората си братовчедка Клавдия Фелисита Австрийска-Тирол (1653 – 1676). Те имат две деца, които умират малки:
- Анна Мария София (*/† 1674)
- Мария Йозефа Клементина (1675 – 1676)

Трети брак: през 1676 г. в Пасау с Елеонора Магдалена фон Пфалц-Нойбург (1655 – 1720), дъщеря на курфюрст Филип Вилхелм и съпругата му Елизабет фон Хесен-Дармщат. Двамата имат десет деца:
- Йозеф I (1678 – 1711), император на Свещената Римска империя, ∞ 1699 Вилхелмина Амалия фон Брауншвайг-Люнебург (1673 – 1742)
- Мария Христина Йозефа (*/† 1679)
- Мария Елизабет Австрийска (1680 – 1741), щатхалтерка на Австрийска Нидерландия
- Леополд Йозеф (1682 – 1684)
- Мария-Анна Австрийска (1683 – 1754), ∞ 1708 крал Жуау V от Португалия (1689 – 1750)
- Мария Терезия (1684 – 1696)
- Карл VI (1685 – 1740), император на Свещената Римска империя, ∞ 1708 Елизабет Христина фон Брауншвайг-Волфенбютел (1691 – 1750)
- Мария Йозефа (1687 – 1703)
- Мария Магдалена Австрийска (1689 – 1743), неомъжена
- Мария Маргарета (1690 – 1691)

- Портрети на съпругите и децата на Леополд
- Маргарита-Тереза Испанска, 
първа съпруга
- Клавдия Фелисита Австрийска-Тирол, втора съпруга
- Елеонора Магдалена фон Пфалц-Нойбург, трета съпруга

- Мария Антония
- Йозеф I
- Мария Елизабет
- Мария Анна Йозефа
- Карл VI
- Мария Магдалена